# Lola T95/30
Vous lisez un « article de qualité » labellisé en 2016.
Chronologie des modèles (1994)
Lola T93/30 Lola T97/30
La Lola T95/30 est un prototype de monoplace de Formule 1 conçue par les ingénieurs britanniques Julian Cooper et Chris Saunders pour le constructeur automobile Lola Cars afin de préparer l'arrivée du constructeur anglais en Formule 1 en 1996. Première monoplace conforme aux spécifications techniques de la Formule 1 adoptée pour 1995 en réaction aux accidents mortels de Roland Ratzenberger et d'Ayrton Senna au Grand Prix automobile de Saint-Marin 1994, la T95/30 est propulsée par un moteur V8 Ford-Cosworth ED et équipée de pneumatiques Goodyear.
Souhaitant d'abord s'engager en 1994 avec sa propre écurie à la suite des mauvais résultats obtenus par son partenaire, la Scuderia Italia, Lola repousse l'échéance pour des raisons financières à 1995, puis à 1996, quelques semaines avant la présentation de la T95/30 en décembre 1994. La monoplace, initialement destinée à accomplir une série d'essais sur toute l'année 1995, n'effectue qu'un déverminage peu avant Noël 1994 sur le circuit de Silverstone, aux mains du Britannique Allan McNish. En 1997, elle est vendue à un collectionneur après la parution d'une annonce sur Autosport.

## Contexte et développement

### Un fournisseur historique de châssis de course
Lola a une longue tradition de fournisseur de châssis de course automobile depuis sa création en 1957. Dès 1962, les modèles Mk4 sont alignés en championnat du monde de Formule 1 par le Yeoman Credit Racing Team pour John Surtees et Roy Salvadori. Les débuts sont très satisfaisants puisque Surtees décroche la pole position au Grand Prix des Pays-Bas, première épreuve où une Lola est engagée. L'année suivante, Lola fournit les châssis du Reg Parnell Racing mais les résultats ne sont pas au rendez-vous et le constructeur britannique n'apparaît plus qu'épisodiquement en championnat du monde de Formule 1 (un seul engagement en 1967 et un seul engagement en 1968,).
Toutefois, en 1967, Honda confie en sous-traitance à Lola la conception d'un châssis de Formule 1. Honda souhaite en effet remplacer son « châssis maison » RA273, beaucoup trop lourd avec 743 kg, par un châssis plus léger. À partir d'une monoplace destinée à courir en championnat USAC, Lola développe la Honda RA300, de 600 kg seulement. La monoplace, surnommée « Hondola » par la presse spécialisée de l'époque, fait forte impression dès sa première apparition en course à Monza lors du Grand Prix d'Italie puisque John Surtees remporte la victoire, la seconde de Honda en Formule 1. En 1968, Honda développe en interne (avec les concepteurs Yoshio Nakamura et Shoichi Sano) sa monoplace RA301 et Lola quitte la Formule 1.
Il faut attendre 1974 pour que Lola fasse son retour en fournissant des châssis T370 à l'écurie Embassy-Hill de Graham Hill. L'année suivante, Lola quitte la Formule 1 après quatre épreuves lorsque, faute de résultats, Hill décide de concevoir en interne son châssis de course.

### Débâcles avec Haas Lola et la Scuderia Italia
En 1984 et 1985, le nom de Lola réapparaît en Formule 1 mais uniquement pour des raisons publicitaires. Carl Haas, entrepreneur américain et importateur officiel des voitures Lola Cars en Amérique du Nord, monte son écurie de Formule 1, basée à Colnbrook en Angleterre. Il la baptise Team Haas Lola car il souhaite que les retombées publicitaires liées au nom prestigieux de Lola profitent à son entreprise d'importation. La firme d'Eric Broadley n'est toutefois pas impliquée dans la conception des monoplaces.
De 1987 à 1991, Lola conçoit et construit les monoplaces de l'équipe française Larrousse. La dernière collaboration entre Lola et une écurie de Formule 1 est la réalisation de la Lola T93/30 préparée pour la BMS Scuderia Italia pour la saison 1993.
Malgré une implication en Formule 1 s'étendant sur plus de trente-cinq ans, le palmarès de Lola n'est riche que d'une pole position (John Surtees au Grand Prix des Pays-Bas en 1962) et trois podiums (Surtees aux Grand Prix d'Allemagne 1962 et Grand Prix de Grande-Bretagne 1962 et Aguri Suzuki au Grand Prix du Japon 1990,,).

### Vers un engagement de Lola en 1994 jusqu’au report en 1995
En septembre 1993, Lola Cars et la Scuderia Italia rompent à l’amiable leur partenariat, invoquant que l’association entre la T93/30 et le moteur Ferrari, ne permettant pas de générer assez d’appui aérodynamique, est la cause des mauvaises performances de sa monoplace. Le constructeur britannique annonce en outre vouloir s’engager en Formule 1 avec sa propre écurie dès 1994, avec la T95/30 (celle-ci est alors appelée T94/30 par la presse spécialisée), alors en préparation, mais prévient que cet engagement dépend de sa fourniture en moteur et des contrats de sponsoring que Lola signera. Finalement, deux mois plus tard, Lola, qui produit également des châssis de Formule 3000 et d’IndyCar, repousse son arrivée en Formule 1 à 1995, n’ayant pas les moyens financiers de mettre sur pied sa propre structure. Si les observateurs peuvent penser que le développement de la T94/30 est un gaspillage d’argent, Mike Blanchett, le directeur de Lola, relativise en expliquant un programme d’essais est prévu en 1994, et que la réglementation technique concernant les aides électroniques, incertaine, constitue un risque pour le constructeur d’Huntington.

## Conception de la monoplace
Afin de renforcer son équipe, Lola Cars embauche Brett Trafford en tant que directeur du marketing de la firme britannique. Transfuge de l’écurie Jordan Grand Prix, il officiait également à ce poste chez Benetton Formula entre 1989 et 1991. La Lola T95/30 est conçue par Julian Cooper, ancien ingénieur de Benetton Formula, et par Chris Saunders, un aérodynamicien en provenance de Williams F1 Team. Elle est testée en soufflerie à l’échelle 40 % à l’Institut Cranfield, et est mue par un moteur V8 Ford-Cosworth ED de trois litres.
La Lola T95/30 dispose d'un classique châssis monocoque moulé en fibre de carbone et aluminium en nid d'abeille, d'une masse de 35 kilogrammes et d'une épaisseur de 20 millimètres. C'est la première monoplace à répondre à la réglementation technique de la Formule 1 en 1995. Elle se distingue notamment par un poids augmenté à 595 kilogrammes, pilote inclus. Sans pilote, la monoplace pèse 510 kilogrammes, avec une répartition des masses de 42 % à l'avant et de 58 % à l'arrière. Elle est en outre alourdie par dix kilogrammes de lest en basalt,. La T95/30 se caractérise également par un aileron avant qui ne dépasse pas 25 centimètres de hauteur par rapport à la coque, un aileron arrière abaissé, un jabroc obligatoire de 10 millimètres sous le fond plat, un capot moteur dont la hauteur est limitée à 95 centimètres à partir du fond plat, un réservoir à capacité libre et un cockpit élargi. Une autre nouveauté réside dans le fond plat, plus large de 30 centimètres et étendu jusqu'à l'essieu arrière, ce qui a posé des problèmes lors de la greffe du moteur V10 Ford-Cosworth. L'arrière de la monoplace est bien moins travaillée par rapport aux autres voitures de Formule 1 de sa génération, la différence majeure résidant dans l'absence de diffuseur de la T95/30. Celle-ci, conformément à la nouvelle réglementation en vigueur, n'est pas équipée de boîtes à air au niveau du moteur (un dispositif permettant de contrôler la pression de l'air du moteur et qui l'évacuait par les trompettes d'admission) ; en contrepartie, le bloc est gonflé de 35 chevaux supplémentaires. Cependant, cette dernière règle est abrogée fin 1994 et la T95/30 apparaît équipée de boîtes à air et d'un diffuseur arrière après sa présentation au public.
Pour autant, la T95/30 n’est pas destinée à disputer le championnat du monde de Formule 1 1995, d’autant que Lola n’a pas versé les 500 000 dollars de caution à la FIA pour s’engager en championnat. Eric Broadley justifie ce nouveau report à 1996 sur le fait que la firme ne souhaite intégrer la discipline que si elle a un « haut niveau de compétition » et que le budget recueilli jusqu'alors est encore insuffisant pour mener à bien cet objectif.
La T95/30 est présentée à la presse le 8 décembre 1994.

## Un seul test en décembre 1994

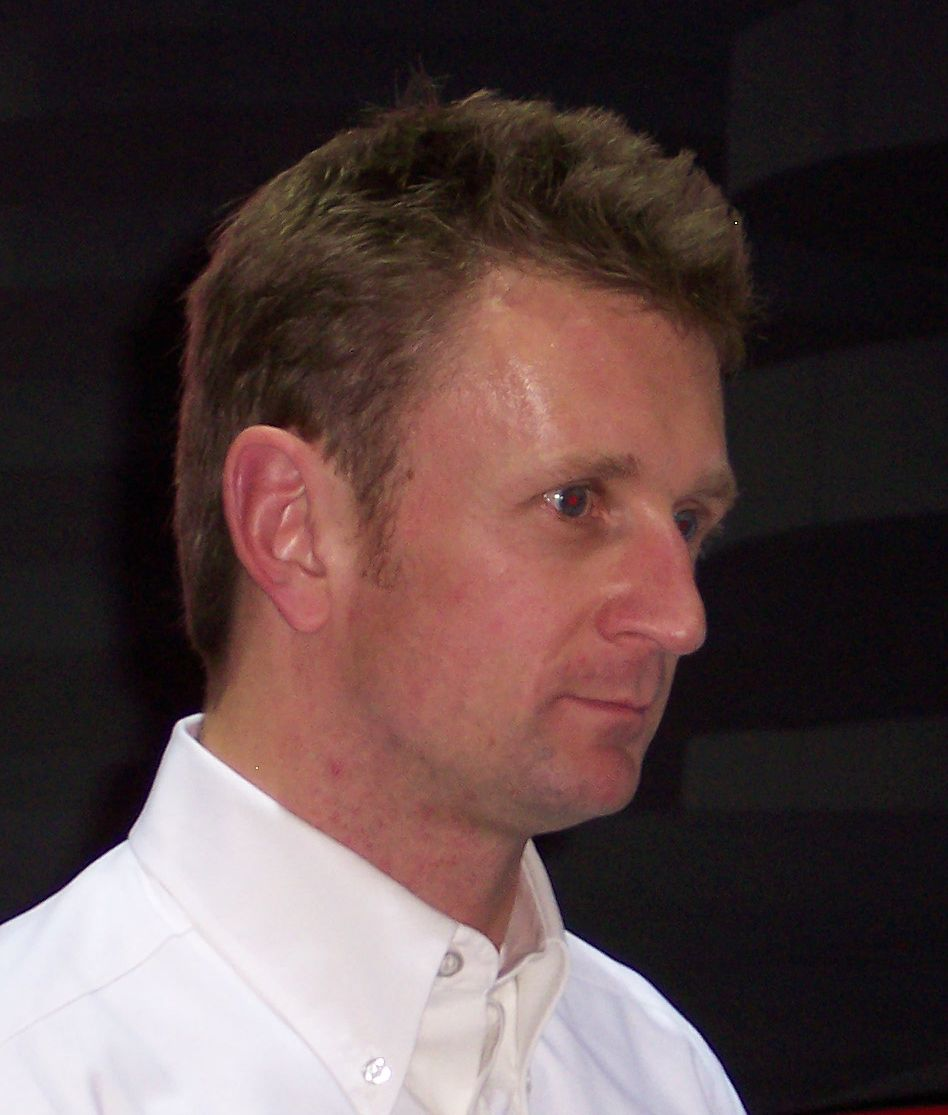
Allan McNish (ici en 2006) a étrenné la Lola T95/30 à Silverstone peu avant Noël 1994.

La T95/30 est confiée au Britannique Allan McNish, alors ancien pilote essayeur de l’écurie Benetton Formula, fraîchement vice-championne du monde des constructeurs. Celui-ci mène en décembre 1994 un bref test de déverminage sur le circuit de Silverstone ; cet essai est d’abord prévu pour le mois de novembre, mais il est repoussé puisque Lola recherche des financements.
À l’issue de ce test, ponctué par un problème de démarrage de moteur, McNish estime que la T95/30 est une « solide et bonne petite voiture » avec laquelle il est facile de travailler. Julian Cooper, qui a développé la monoplace, déclare que cette monoplace est bien conçue mais que le travail de développement est encore long et doit se focaliser sur l’appui aérodynamique, diminué de 25 % par rapport à la précédente génération de monoplaces, et sur les suspensions.
En février 1995, Lola engage le Sud-Africain Stephen Watson comme pilote d’essais mais tout porte à croire que le déverminage de Silverstone est l’unique sortie en piste de la T95/30, d'autant plus que le constructeur repousse finalement son retour en Formule 1 pour 1997. À cette date, elle est vendue à un collectionneur après la parution d'une annonce sur Autosport.

### Note
1. ↑  Le Jabroc est une marque déposée et un matériau composite à base de bois utilisé notamment pour le fond plat de certaines automobiles de compétition[26].